# ول آبی جنوب غربی
ول آبی جنوب غربی (نام علمی: Arvicola sapidus) نام یک گونه از سرده ول‌های آب‌دوست است.